# Crkva sv. Pantelejmon
Crkva sv. Pantelejmon u selu Gorno Nerezi, pored Skoplja, Republika Sjeverna Makedonija, je mala bizantska crkva iz 12. st. u okviru istoimenog manastira.

## Povijest i opis crkve
Crkva je podignuta 1164. godine kao zavjetna crkva Aleksija Angelusa Komnena, sina Konstantina Angelosa i Teodore Komnen, kćeri bizantskog cara Aleksija I. Komnena.
To je objekt križnog tlocrta s četiri manje kupole na sjecištima brodova i jednom većom u sredini, s tri apside i pravokutnim narteksom. Izgrađen je od nepravilnih kamenih blokova i opeke ugrađenim s debelim slojevima morta. Okolni samostanski kompleks je okružen zidinama.
Freske u crkvi su poznati primjer komnenskog doba bizantske umjetnosti, naročito one s prikazom Kristove patnje i pojedine s prikazom iz života svetaca. Freske slične kvalitete mogu se vidjeti u manastiru Latomou u Solunu.
Crkva je prvi put ozbiljno oštećena za potresa u 16. st. 
Za obnove koja je uslijedila, neke od fresaka u gornjim dijelovima na sredini crkve su nanovo oslikane. Izvorni mramorni ikonostas preživio je potres, ali je dobar dio njegove kiparske dekoracije uništen.
Za druge velike obnove crkve 1885., veći dio fresaka iz naosa su ponovno oslikane i to od strane vrlo loših slikara. Tijekom restauracije i čišćenja fresaka provedene 1923. godine, obnovljene su neke od originalnih fresaka iz 12. st. (uklonjen je sloj iz 1885.).
Kolorit, dramatične kompozicije i čistoća izraza prikazanih na freskama iz Nerezija su izvrsan primjer makedonskog srednjovjekovnog fresko slikarstva s kraja 12. st.

## Nerezi i renesansa
Prema Andrew Graham-Dixonu, britanskom povjesničaru umjetnosti i piscu, te freske sa svojim "... fizičkim, električnom prisutnošću ..." dokaz su da je bilo ipak nešto više u bizantskoj umjetnosti od puke formalnosti i strogog ikonografskog reda u njenim mozaicima i ikonama. U svojoj se knjizi Graham-Dixon pita dali je Vasari imao pravo kad je jednostavno ustvrdio da je Giotto di Bondone konačno napravio veliki obrat prekinuvši s tvrdim tradicijalizmom i primitivnim načinom na koji su slikane dotadašnje bizantske freske.
Freske iz sv. Pantelejmona u Nerezima ne izgledaju statično, one su već posjedovale već nešto više realnosti i humanosti, anticipirajući ono što će tek doći u slikarstvo zapada,  a to je naglasak na ljudsku dimenziju Krista kao čovjeka od krvi i mesa, i to čak 150 godina prije. On zaključuje: "... bizantski istok bio je mnogo uticajniji na razvoj renesansne umjetnosti nego što je to Vasari bio spreman priznati."

## Vanjske poveznice
- Monastery St. Pantelejmon, Gorno Nerezi, Skopje (engl.)